# Wagner (futbolista brasileño)
Wagner Ferreira dos Santos (Sete Lagoas, Minas Gerais, Brasil, 29 de enero de 1985), conocido simplemente como Wagner, es un futbolista brasileño. Juega de mediocampista ofensivo y su actual equipo es el Vila Nova de la segunda división de Brasil.

## Clubes
| Club                          | País           | Año       |
| ----------------------------- | -------------- | --------- |
| América Mineiro               | Brasil         | 2002-2004 |
| Cruzeiro                      | Brasil         | 2004-2006 |
| Al-Ittihad                    | Arabia Saudita | 2007      |
| Cruzeiro                      | Brasil         | 2007-2009 |
| Lokomotiv Moscú               | Rusia          | 2009-2010 |
| Gaziantepspor                 | Turquía        | 2011      |
| Fluminense                    | Brasil         | 2012-2016 |
| Club de Regatas Vasco da Gama | Brasil         | 2017-2018 |
| Juventude                     | Brasil         | 2020-2021 |
| Vila Nova                     | Brasil         | 2022-     |

## Palmarés

### Campeonatos nacionales
| Título               | Club          | País   | Año  |
| -------------------- | ------------- | ------ | ---- |
| Campeonato Mineiro   | Cruzeiro      | Brasil | 2006 |
| Campeonato Mineiro   | Cruzeiro      | Brasil | 2008 |
| Campeonato Mineiro   | Cruzeiro      | Brasil | 2009 |
| Taça Guanabara       | Fluminense    | Brasil | 2012 |
| Campeonato Carioca   | Fluminense    | Brasil | 2012 |
| Campeonato Brasileño | Fluminense    | Brasil | 2012 |
| Taça Rio             | Vasco da Gama | Brasil | 2017 |